# Sekretarz generalny NATO
Sekretarz generalny NATO (ang. NATO Secretary General) – nominowany przez państwa członkowskie NATO przewodniczący Rady Północnoatlantyckiej (NAC), Rady planowania obronnego oraz Grupy Planowania Nuklearnego (NPG). Jest również tytularnym przewodniczącym wyższych komitetów NATO, Rady Partnerstwa Euroatlantyckiego oraz Grupy Współpracy Śródziemnomorskiej. Jest również współprzewodniczącym Komisji NATO-Ukraina.
Sekretarz generalny (wybierany na 4-letnią kadencję) jest odpowiedzialny za kierowanie i wspieranie opartego na konsultacjach procesu decyzyjnego Sojuszu. Może poddawać nowe tematy do dyskusji, uczestniczy aktywnie w podejmowaniu decyzji oraz wspiera rozwiązywanie konfliktów między państwami członkowskimi. Jest również głównym rzecznikiem NATO. W razie niemożności wykonywania swoich obowiązków jest on zastępowany przez swojego przedstawiciela (Deputy Secretary General).

## Sekretarze generalni NATO
|    | Sekretarz generalny NATO | Sekretarz generalny NATO                   | Państwo         | Okres urzędowania od | Okres urzędowania do |
| -- | ------------------------ | ------------------------------------------ | --------------- | -------------------- | -------------------- |
| 1  |                          | Hastings Lionel Ismay                      | Wielka Brytania | 4 kwietnia 1952      | 16 maja 1957         |
| 2  |                          | Paul-Henri Spaak                           | Belgia          | 16 maja 1957         | 21 kwietnia 1961     |
| 3  |                          | Dirk Stikker                               | Holandia        | 21 kwietnia 1961     | 1 sierpnia 1964      |
| 4  |                          | Manlio Brosio                              | Włochy          | 1 sierpnia 1964      | 1 października 1971  |
| 5  |                          | Joseph Luns                                | Holandia        | 1 października 1971  | 25 czerwca 1984      |
| 6  |                          | Peter Carington                            | Wielka Brytania | 25 czerwca 1984      | 1 lipca 1988         |
| 7  |                          | Manfred Wörner                             | Niemcy          | 1 lipca 1988         | 13 sierpnia 1994     |
| –  |                          | Sergio Balanzino pełniący obowiązki        | Włochy          | 13 sierpnia 1994     | 17 października 1994 |
| 8  |                          | Willy Claes                                | Belgia          | 17 października 1994 | 20 października 1995 |
| –  |                          | Sergio Balanzino pełniący obowiązki        | Włochy          | 20 października 1995 | 5 grudnia 1995       |
| 9  |                          | Javier Solana                              | Hiszpania       | 5 grudnia 1995       | 6 października 1999  |
| 10 |                          | George Robertson                           | Wielka Brytania | 14 października 1999 | 17 grudnia 2003      |
| –  |                          | Alessandro Minuto-Rizzo pełniący obowiązki | Włochy          | 17 grudnia 2003      | 1 stycznia 2004      |
| 11 |                          | Jaap de Hoop Scheffer                      | Holandia        | 1 stycznia 2004      | 1 sierpnia 2009      |
| 12 |                          | Anders Fogh Rasmussen                      | Dania           | 1 sierpnia 2009      | 1 października 2014  |
| 13 |                          | Jens Stoltenberg                           | Norwegia        | 1 października 2014  | 1 października 2024  |
| 14 |                          | Mark Rutte                                 | Holandia        | 1 października 2024  |                      |